# Финансово-экономические аспекты чемпионата Европы по футболу 2012
Общее влияние чемпионатa Европы по футболу «Евро-2012» на экономику Украины стало предметом обсуждений в прессе и правительстве страны как до, так и после проведения чемпионата. Чистые убытки Украины от проведения чемпионата составили 4 млрд долларов, или 2,5 % ВВП страны в 2012 году.

## Подготовка к чемпионату и егобюджет
Ещё задолго до начала события многие политики и экономисты Украины надеялись что грядущий чемпионат позволит оздоровить экономику Украины и стимулировать её рост даже несмотря на планируемые затраты на подготовку к чемпионату в 2008—2012 в размере 105 млрд грн. (около 13 млрд долл.), что составляло 8,0 % номинального объёма ВВП Украины в 2011 году (по оценке на 2007 год — 120 млрд гривен). Для сравнения, хотя соседняя Польша и планировала потратить на чемпионат 25 млрд долларов, данная сумма составляла только 5,0 % номинального объёма её ВВП в 2011 году. По данным расчётов, подготовка к чемпионату прибавила к темпам роста ВВП Украины 1%-ый пункт в 2011 году, что было связано с инвестициями в инфраструктуру (67 % бюджета мероприятия). Вместе с тем, из-за высоких расходов на строительство в 2010—2011 годах суммарный госдолг Украины увеличился на 49 % и достиг 36 % ВВП по состоянию на конец 2011 года.

## Проведение чемпионата
Во время проведения чемпионата (июнь-июль 2012 года) в прессе начали появляться данные о неоправданно завышенных оценках его положительного влияния на экономику страны, поскольку средние затраты иностранных болельщиков были довольно скромными. В среднем иностранные болельщики провели на Украине 3,5 дня, потратив 305 евро. Так, большинство иностранных гостей предпочитало ходить пешком, пить самое дешёвое пиво, покупать самые простые сувениры, отказывалось от обменных услуг украинских банков в пользу банковских карт своих стран, а также практически не продемонстрировало интереса к природно-культурным достопримечательностям Украины за пределами основных городов проведения матчей. Несмотря на это, на пике чемпионата произошло ускорение роста ВВП страны, которое составило (+3,0 %), став последним зафиксированным ростом ВВП Украины перед последовавшей за ним рецессией 2012—2013 годов.

## Создание рабочих мест
На чемпионат были возложены особые надежды по созданию дополнительных рабочих мест и снижению традиционно высокого (8,1 % в среднем за 2012 год), уровня безработицы по сравнению с соседними странами СНГ (5,2 % в России и 2,0 % в Белоруссии). Однако, число привлечённых строителей и инженеров составило порядка 40 тысяч, что составляет менее 0,2 % трудоспособного населения страны. Во время чемпионата действительно увеличилось количество буфетчиц, официантов и прочего обслуживающего персонала, но в основном это были временные и относительно низкооплачиваемые должности, на которые нанимались преимущественно студенты.

### Упущенные выгоды
По оценкам некоторых экспертов и журналистов, относительно небольшая выручка от обслуживания туристов совпала с негативным влиянием, которое искусственно созданный ажиотаж оказал на рост внутреннего рынка в стране. В ожидании разрекламированного «наплыва туристов» и взвинченных цен, многие местные горожане предпочли уехать на дачи, в деревни или в отпуск за пределы страны. Кроме этого, слухи о том что прибытие иностранцев приведёт к резкому повышению цен на товары и услуги в принимающих городах, негативно сказались на туристических потоках внутри страны. Опасаясь лишних затрат, пробок и перегрузок, многие фирмы и корпорации Украины отменили традиционные летние тренинги, мероприятия и корпоративы. В результате, даже в самом посещаемом иностранцами Киеве прибыль от разрешений на оптовую и розничную торговлю алкогольными напитками и табачными изделиями лишь на 10 % превысила аналогичные показатели 2011 года. Учитывая что в этот показатель вошли доходы от трат собственно украинских болельщиков, прибывших из других регионов страны, а также текущий по имевшейся тогда инерции рост спроса внутреннего рынка жителей самой столицы, прибыль от потребительского спроса иностранных болельщиков составляла лишь 2-3 %.

## Итоги
В среднем за время чемпионата Украину посетили 1,8 млн иностранных болельщиков, которые потратили около 1 млрд долларов. При этом общие затраты Украины на проведение чемпионата составили 5 млрд долларов. При этом значительная часть потраченных денег (до 30 %) ушла на закупку импортных стройматериалов, что привело к резкому росту и без того немалого дефицита торговых счетов страны в 2011—2012 годах. В результате чистые убытки от проведения чемпионата составили 4 млрд долларов. Страна также встала перед проблемой дальнейшего обслуживания построенной инфраструктуры, при том что наполняемость украинских стадионов является одной из самых низких в Европе (41 %) несмотря на самые низкие цены. Уже в III квартале 2012 года начали сбываться прогнозы некоторых аналитиков относительно «обратного экономического эффекта» от чемпионата: экономика страны начала сокращаться довольно быстрыми темпами. Так, по итогам за 2012 год экономика Украины выросла лишь на 0,2 % по сравнению с ростом в 5,2 % в 2011 году. Падение ВВП продолжилось в I квартале 2013 года. В результате, если в 2011 году темпы роста экономики Украины несколько опережали российские, то в 2012—2013 годах отставали от последних в несколько раз. Таким образом, по итогам года, в финансово-экономическом плане данный чемпионат не только не оправдал возложенные на него надежды, но в значительной степени подорвал экономику страны. Уже через месяц после окончания чемпионата МВФ спрогнозировал увеличение дефицита платежного баланса страны до 6,4 % ВВП Украины, а дефицита госбюджета устремился к показателю 3,25 % ВВП за год. ВВП Украины в 2012 году увеличился всего на (+0,2 %). В I квартале 2013 падение ВВП составило (-1,3 %).